# Challenger de Prostějov 2024
El torneo UniCredit Czech Open 2024 fue un torneo de tenis perteneció al ATP Challenger Tour 2024 en la categoría Challenger 100. Se trató de la 31.ª edición, el torneo tuvo lugar en la ciudad de Prostějov (República Checa), desde el 3 hasta el 9 de junio de 2024 sobre de tierra batida al aire libre.

## Jugadores participantes del cuadro de individuales
| Preclasificado | País                       | Jugador            | Rank1 | Posición en el torneo |
| 1              | Bandera de Serbia          | Laslo Djere        | 52    | Semifinales           |
| 2              | Bandera de Japón           | Yoshihito Nishioka | 70    | Segunda ronda         |
| 3              | Bandera de Argentina       | Pedro Cachín       | 108   | Semifinales           |
| 4              | Bandera de República Checa | Vít Kopřiva        | 127   | Segunda ronda         |
| 5              | Bandera de Italia          | Francesco Passaro  | 134   | Segunda ronda         |
| 6              | Bandera de Moldavia        | Radu Albot         | 140   | Cuartos de final      |
| 7              | Bandera de Francia         | Ugo Blanchet       | 160   | Primera ronda         |
| 8              | Bandera de República Checa | Dalibor Svrčina    | 192   | Segunda ronda         |

- 1 Se ha tomado en cuenta el ranking del 27 de mayo de 2024.

### Otros participantes
Los siguientes jugadores recibieron una invitación (wild card), por lo tanto ingresan directamente al cuadro principal (WC):
- Andrew Paulson
- Laslo Djere
- Martin Kližan

Los siguientes jugadores ingresan al cuadro principal tras disputar el cuadro clasificatorio (Q):
- Arthur Gea
- Toby Kodat
- Jérôme Kym
- Mohamed Safwat
- Matías Soto
- Michael Vrbenský

## Campeones

### Individual Masculino
- Jérôme Kym derrotó en la final a  Tseng Chun-hsin por 6–2, 3–6, 6–2

### Dobles Masculino
- Ivan Liutarevich /  Sergio Martos Gornés derrotaron en la final a  Matwé Middelkoop /  Philipp Oswald por 6–1, 6–4